# 城巴E21X線
城巴E21X線是香港一條由城巴營運的大嶼山對外巴士路線，由東涌（滿東邨）單向開往紅磡站，但不經機場。該線只於平日上午繁忙時間服務。由於城巴E21不經逸東邨及E21A線南行只開到何文田，逸東邨居民一直爭取直接抵達尖沙咀及紅磡的巴士路線，而且早晨上班時間逸東邨對外交通要求大，故開辦本線。
本線開辦時一直不設任何轉乘優惠，直到2013年5月1日起才提供城巴機場快線轉車優惠。

## 歷史
- 2006年1月6日：E21X線投入服務，由東涌（逸東邨）單向前往紅磡站[2]。
- 2014年8月30日：星期六由三班減為07:30及08:00兩班[3]。
- 2016年4月1日：加停迎禧路（昇薈對面）巴士站。[4]
- 2017年2月27日：繞經迎東路，並加停「昇薈」及「迎東邨」分站；因應路程延長，各班次皆提早4分鐘開出[5]。
- 2017年12月15日：增設實時抵站時間查詢服務。[6]
- 2019年12月9日：改由滿東邨開出。
- 2020年3月2日：因應COVID-19疫情而令巴士客量減少，本路線所有班次臨時使用星期六班次。[7]，至2023年1月9日改為永久實施[8]。
- 2020年8月31日：駛至青葵公路後改經連翔道、東京街西、通州街、西九龍走廊、荔枝角道、上海街及佐敦道返回廣東道及原有路線，不再取道西九龍公路，並增設上海街「弼街」、「亞皆老街」、「朗豪坊」、「長沙街」、「碧街」、「永星里」、「西貢街」及佐敦道「炮台街」站。[9]
- 2022年8月29日：本線增設東涌區內東涌區內之短程分段收費，只適用於八達通或電子支付系統。[10]
- 2023年7月30日：駛至迎禧路後改經怡東路（北行）、掉頭及怡東路（南行）返回東涌東交匯處及原有路線，並增設怡東路「裕雅苑」及「裕雅商場」站。[11]

## 服務時間及班次
東涌（滿東邨）開：
- 星期一至六：07:48

星期日及公眾假期不設服務

## 收費
全程：$17.6
- 滿東邨往迎禧路或之前：$3.7
- 青嶼幹線巴士轉乘站往紅磡站：$14.5
- 匯翔道往紅磡站：$5.6

| - 本線設有12歲以下小童及65歲或以上長者半價優惠。 - 65歲或以上香港居民使用「樂悠咭」，以及12歲以下合資格殘疾兒童使用「殘疾人士身份」個人八達通繳付車資，均可享有每程$2.0或半價（以較低者為準）的票價優惠；12至64歲合資格殘疾人士使用「殘疾人士身份」個人八達通（包括「樂悠咭」），以及60至64歲香港居民使用「樂悠咭」繳付車資，均可享有每程$2.0或全費（以較低者為準）的票價優惠。 - 65歲或以上長者如使用長者或一般個人八達通繳付車資，則只可享有半價優惠；12至64歲合資格殘疾人士如不使用「殘疾人士身份」個人八達通，以及60至64歲人士如不使用「樂悠咭」繳付車資，必須繳付全費。 - 乘客可以現金或八達通於上車時付款，不設找續。 - 每位成人乘客可免費攜帶最多兩名4歲以下而不佔座位的兒童乘客乘車，超額之4歲以下小童必須繳付小童車費乘車。 - 九龍巴士、城巴及龍運巴士全職員工及家屬（不包括外判職員）可免費乘搭本路線，惟必須拍職員或職員家屬八達通。 - 乘客亦可使用AlipayHK「易乘碼」、支付寶、 WeChatHK／微信支付「搭車碼」、銀聯雲閃付「乘車碼」及BOC Pay「乘車碼」、具有感應式支付功能的VISA、Mastercard及銀聯卡，以及Apple Pay、Google Pay及Samsung Pay流動支付平台繳付車資。使用此支付方式的乘客可享有中途下車之分段收費，以及與其他城巴獨營路線或聯營線城巴班次之轉乘優惠，惟不適用於與非城巴路線之轉乘優惠。使用此支付方式的乘客亦不能享有「公共交通費用補貼計劃」及「長者及合資格殘疾人士公共交通票價優惠計劃」。 - 帶粗體字者為雙向分段收費，乘客必須使用八達通或指定交通二維碼繳費，並於下車前再次確認八達通或掃瞄二維碼，方可享有分段收費優惠。 |

### 八達通轉乘優惠
乘客登上本線後90分鐘內以同一張八達通卡於青嶼幹線繳費廣場轉乘以下路線，次程可獲車資折扣優惠：
- E21X往紅磡站 → A10往鴨脷洲，次程可獲$9折扣優惠
- E21X往紅磡站 → A11往北角，次程可獲$11折扣優惠
- E21X往紅磡站 → A12往小西灣，次程可獲$6折扣優惠
- E21X往紅磡站 → A21往紅磡站，次程可獲$10折扣優惠
- E21X往紅磡站 → A22往藍田站，次程可獲$4折扣優惠
- E21X往紅磡站 → A29往將軍澳，次程可獲$4折扣優惠

注意: 乘客若乘E21X至紅磡站（總站）可轉乘海底隧道巴士線 （例如: 101(X)、102(P)、103、104、106(A)、107(P)、108、109、110、111(P)、112、113、115(P)、116、117、118(P)、170、171、182），但不設轉乘優惠。

## 行車路線
經：裕東路（西行）、裕東路（東行）、松仁路、逸東街、逸東邨公共交通總站、逸東街、松仁路、裕東路、順東路、東涌海濱路、惠東路、文東路、迎東路、迎禧路、怡東路（北行）、掉頭、怡東路（南行）、東涌東交匯處、北大嶼山公路、青嶼幹線、青衣西北交匯處、長青公路、長青隧道、青葵公路、連翔道、東京街西、通州街、西九龍走廊、太子道西、荔枝角道、上海街、佐敦道、廣東道、梳士巴利道、漆咸道南及暢運道。

### 沿線車站

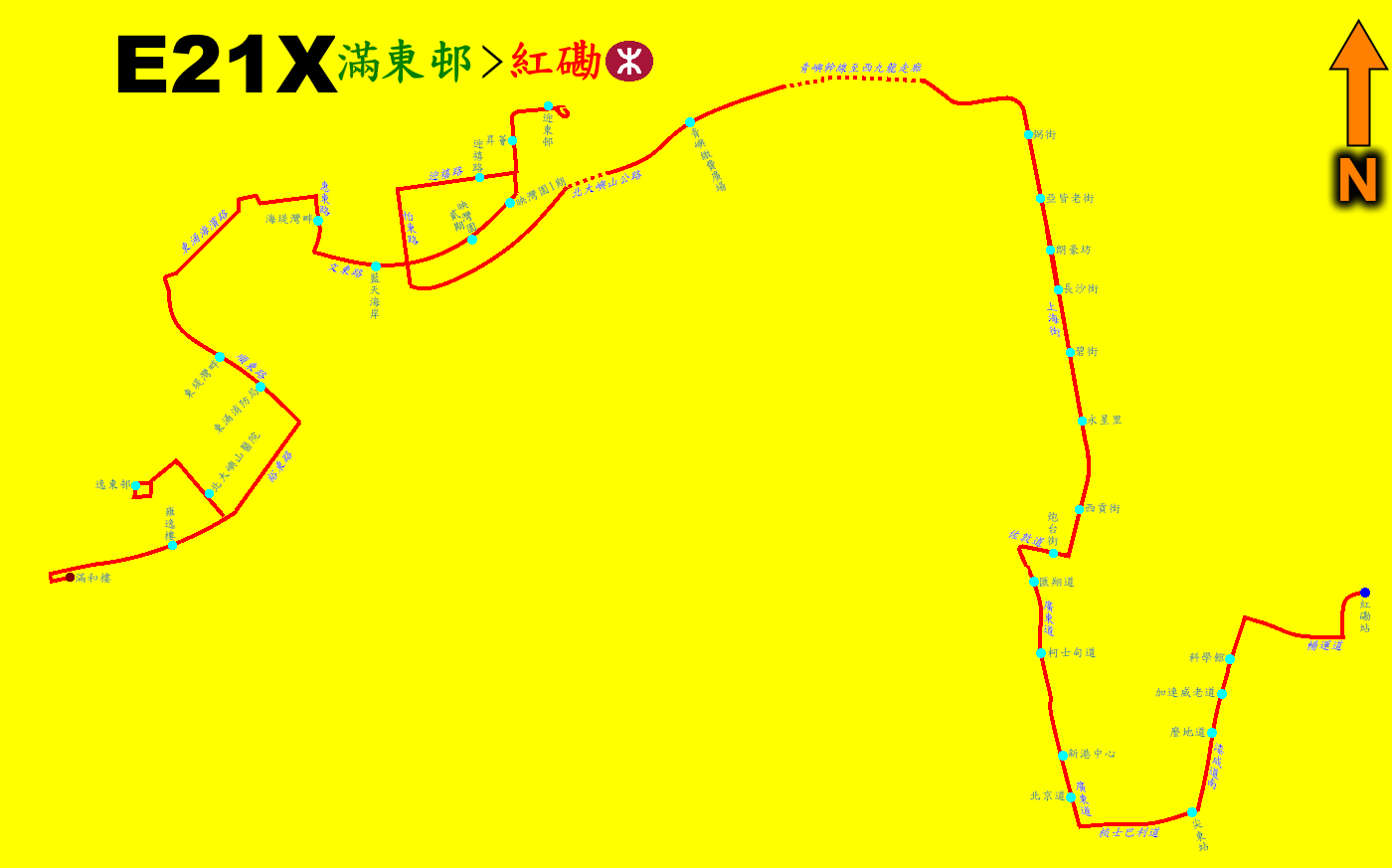
此線的走線圖

| 1                                                  | 滿東邨             | 滿東邨巴士總站       |
| 2                                                  | 逸東邨雍逸樓       | 裕東路               |
| 3                                                  | 逸東邨             | 逸東邨公共交通總站   |
| 4                                                  | 北大嶼山醫院       | 松仁路               |
| 5                                                  | 東涌消防局         | 順東路               |
| 6                                                  | 東堤灣畔           | 順東路               |
| 7                                                  | 海堤灣畔           | 惠東路               |
| 8                                                  | 藍天海岸           | 文東路               |
| 9                                                  | 映灣園二期         | 文東路               |
| 10                                                 | 映灣園一期         | 文東路               |
| 11                                                 | 昇薈               | 迎東路               |
| 12                                                 | 迎東邨             | 迎東路               |
| 13                                                 | 迎禧路             | 迎禧路               |
| 14                                                 | 裕雅苑             | 怡東路               |
| 15                                                 | 裕雅商場           | 怡東路               |
| 北大嶼山公路                                       |                    |                      |
| 16-                                                | 青嶼幹線巴士轉乘站 | 北大嶼山公路         |
| 青嶼幹線； 長青隧道、青葵公路；連翔道； 西九龍走廊 |                    |                      |
| 17                                                 | 弼街               | 上海街               |
| 18                                                 | 亞皆老街           | 上海街               |
| 19                                                 | 朗豪坊             | 上海街               |
| 20                                                 | 長沙街             | 上海街               |
| 21                                                 | 碧街               | 上海街               |
| 22                                                 | 永星里             | 上海街               |
| 23                                                 | 西貢街             | 上海街               |
| 24                                                 | 炮台街             | 佐敦道               |
| 25                                                 | 匯翔道             | 廣東道               |
| 26                                                 | 柯士甸道           | 廣東道               |
| 27                                                 | 新港中心           | 廣東道               |
| 28                                                 | 北京道             | 廣東道               |
| 29                                                 | 尖東站             | 梳士巴利道           |
| 30                                                 | 麼地道             | 漆咸道南             |
| 31                                                 | 加連威老道         | 漆咸道南             |
| 32                                                 | 香港科學館         | 漆咸道南             |
| 33                                                 | 紅磡站             | 紅磡站公共運輸交匯處 |

## 外部連結
城巴
- 城巴E21X線 （页面存档备份，存于）
- 城巴E21X線路線圖 （页面存档备份，存于）

其他
- 城巴E21X線－681巴士總站 （页面存档备份，存于）